# Хубаша
Хубаша — уничтоженный рынок, который был одним из самых больших и старейших на Аравийском полуострове. Он находился на территории племени Аздитов в Тихаме в шести днях пути от Мекки. Среди рынков домусульманской Аравии он был уничтожен последним.
В течение многих лет рынок контролировался войсками Раджабов[чего?], назначенными губернатором Мекки. Этот контроль сохранялся до 812—813 годов, когда назначенный главой региона человек был убит местным жителем. Позже наместник Мекки принял решение уничтожить рынок.
Рынок был расположен на территории нахождения важных торговых путей из Йемена в Мекку, данная территория была безопасной, там поселялись торговые караваны. Хубаша находился также на пересечении паломнических дорог.